# Tres de cors
Tres de cors (títol original: Three of Hearts) és una pel·lícula de comèdia romàntica de 1993 dirigida per Yurek Bogayevicz i protagonitzada per William Baldwin, Kelly Lynch, Sherilyn Fenn i Joe Pantoliano. Està doblada al català.

## Argument
Implica un triangle amorós: en Joe, un gigoló heterosexual, la seva millor amiga lesbiana, la Connie, i la seva antiga amant, l'Ellen, una atractiva bisexual.
La Connie està desesperada per recuperar l'Ellen i en Joe s'ofereix per trencar-li el cor per convèncer-la que les relacions heterosexuals són inferiors a les de les lesbianes. L'esperança és que el desastre faci que torni amb la Connie. Ningú espera que en Joe tingui sentiments per l'Ellen ni que ella descobreixi el truc.

## Repartiment
- William Baldwin com Joe Casella
- Kelly Lynch com Connie Czapski
- Sherilyn Fenn com Ellen Armstrong
- Joe Pantoliano com Mickey
- Gail Strickland com Yvonne
- Cec Verrell com Allison

## Crítica
La pel·lícula va rebre crítiques diverses.

## Taquilla
La pel·lícula va debutar al número 7 amb 1.928.076 dòlars en el seu primer cap de setmana darrere de pel·lícules com Una proposició indecent i Benny i Joon.